# Zen+
Zen+ és el nom en clau d'una microarquitectura de processador d'ordinador d'AMD. És el successor de la microarquitectura Zen de primera generació, i es va llançar per primera vegada l'abril de 2018, alimentant la segona generació de processadors Ryzen, conegut com Ryzen 2000 per a sistemes d'escriptori convencionals, Threadripper 2000 per a configuracions d'escriptori de gamma alta. i Ryzen 3000G (en lloc de 2000G) per a unitats de processament accelerat (APU).

## Característiques
Zen+ utilitza el procés de fabricació de 12 nm de GlobalFoundries, una optimització del 14 procés nm utilitzat per a Zen, amb només canvis menors a les regles de disseny. Això significa que les mides de matriu entre Zen i Zen + són idèntiques, ja que AMD va optar per utilitzar els nous transistors més petits per augmentar la quantitat d'espai buit, o "silici fosc", entre les diverses funcions de la matriu. Això es va fer per millorar l'eficiència energètica i reduir la densitat tèrmica per permetre velocitats de rellotge més altes, en lloc de dissenyar un pla completament nou per a una matriu físicament més petita (que hauria estat significativament més treball i, per tant, més car). Aquestes optimitzacions del procés van permetre 12 nm Zen+ per marcar uns +250 MHz (≈6%) més alt, o per reduir el consum d'energia quan a la mateixa freqüència en un 10%, en comparació amb els seus 14 anteriors Productes nm Zen. Tot i que, per contra, a nivell de microarquitectura, Zen+ només va tenir revisions menors en comparació amb Zen. Els canvis coneguts a la microarquitectura inclouen una regulació millorada de la velocitat del rellotge en resposta a la càrrega de treball ("Precision Boost 2"), reducció de latències de memòria cau i de memòria (algunes de manera significativa), augment de l'amplada de banda de la memòria cau i, finalment, un rendiment IMC millorat que permet una millor memòria DDR4. suport (oficialment qualificat per JEDEC per suportar fins a 2933 MHz en comparació amb només 2666 MHz al nucli Zen anterior), i es van corregir alguns errors de fTPM/PSP a Zen 1.
Zen+ també admet millores en les funcions de rellotge per nucli, basades en la utilització del nucli i les temperatures de la CPU. Aquests canvis en els algorismes d'utilització bàsica, temperatura i potència s'anomenen "Precision Boost 2" i "XFR2" ("eXtended Frequency Range 2"), evolucions de les tecnologies de primera generació a Zen. A Zen, XFR va donar 50 a 200 MHz addicionals de la velocitat de rellotge (en 25 increments de MHz) sobre els rellotges màxims de Precision Boost. Per a Zen+, XFR2 ja no apareix com a modificador de rellotge independent. En canvi, la lògica i el control de la temperatura, la potència i el rellotge XFR s'alimenten de l'algoritme Precision Boost 2 per ajustar els rellotges i el consum d'energia de manera oportunista i dinàmica.
En última instància, els canvis a Zen+ van donar lloc a una millora del 3% en IPC respecte a Zen; que juntament amb velocitats de rellotge un 6% més altes van donar lloc a un augment global de fins a un 10% en el rendiment.